# Un dollaro di fuoco
Un dollaro di fuoco (em castelhano:  Un dólar de fuego; Brasil: Dólar de Fogo) é um filme ítalo-espanhol de 1966, do gênero bangue-bangue, dirigido por Nick Nostro..
Para atender ao mercado norte-americano, a produção criou dois títulos: Dollar of Fire e One Dollar of Fire.[carece de fontes?]

## Sinopse
Nora Kenton é uma mulher sem escrúpulos que controla toda uma cidade. Apenas um homem resiste a ele, é Sydney Brady, xerife do local.

## Elenco
- Miguel de la Riva ... xerife Sid/Kelly Brady
- Dada Gallotti ... Nora Kenton
- Alberto Farnese ... Senador Dana Harper
- Diana Sorel ... Nora Kendall